# Komitet Obywatelski „Solidarność”
Komitet Obywatelski „Solidarność” (pierwotnie Komitet Obywatelski przy Przewodniczącym NSZZ „Solidarność” Lechu Wałęsie) – organizacja zawiązana 18 grudnia 1988.
Po zakończeniu obrad Okrągłego Stołu i zatwierdzeniu decyzji o wyborach parlamentarnych na 4 czerwca 1989 roku komitet przekształcił się w spontaniczny ogólnopolski ruch zwolenników zmian ustrojowych w Polsce. Trybuną tego ruchu stały się: utworzona specjalnie w tym celu „Gazeta Wyborcza” pod redakcją Adama Michnika, której pierwszy numer ukazał się 8 maja 1989 roku, oraz reaktywowany „Tygodnik Solidarność” pod redakcją Tadeusza Mazowieckiego.

## Przygotowania do wyborów

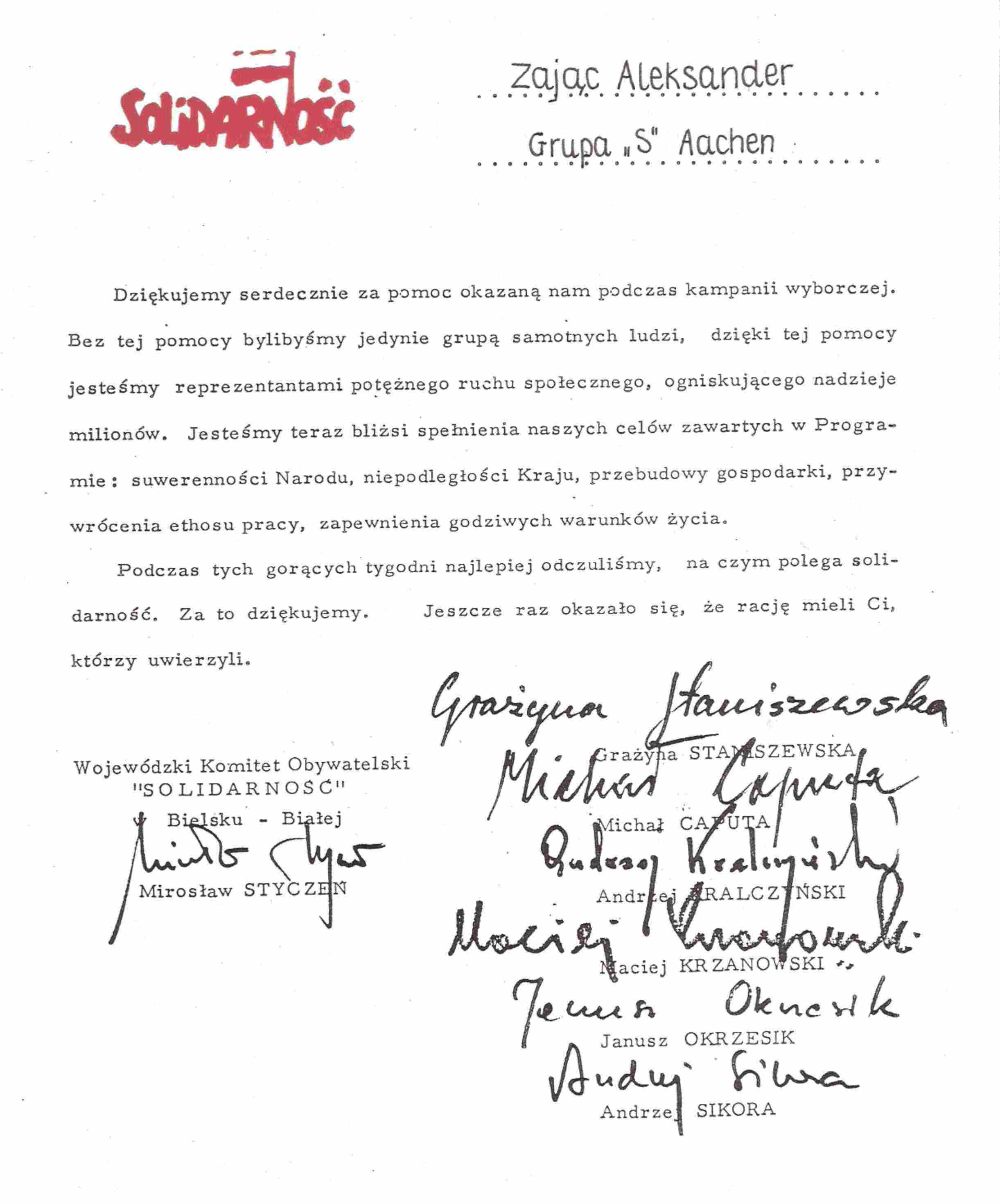
Podziękowanie KO „Solidarność” w Bielsku-Białej za udział w kampanii wyborczej 1989

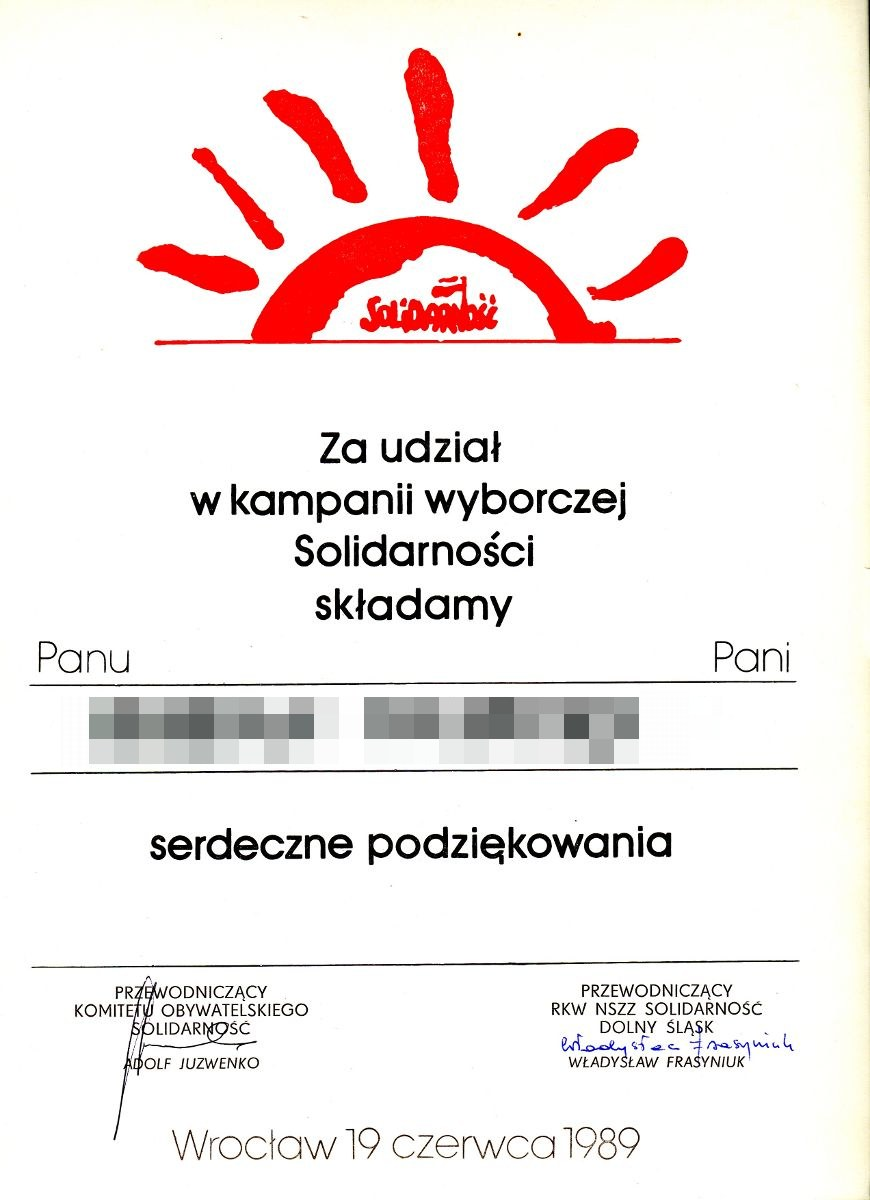
Podziękowanie KO „Solidarność” we Wrocławiu za udział w kampanii wyborczej 1989

Komitet Obywatelski przyjął koncepcję, że w każdym okręgu wyborczym, w którym zgodnie z ustaleniami obrad Okrągłego Stołu opozycja miała do obsadzenia konkretną liczbę mandatów poselskich, wystawi dokładnie tylu kandydatów, ile było miejsc. W całej Polsce na 460 mandatów poselskich Sejmu kontraktowego można było zdobyć – zgodnie z zasadą przyjętego przy Okrągłym Stole parytetu 35% – 161 mandatów i tyluż kandydowało z list KO „S”.
W przypadku Senatu, w którym nie było zasady parytetu, o 100 miejsc starało się dokładnie stu rekomendowanych przez KO kandydatów.
Większość kandydatów Komitetu do obu izb zrobiła sobie zdjęcia z Lechem Wałęsą. Zdjęcia te trafiły na plakaty wyborcze, rozkolportowane po całym kraju. Kolportowano też inne plakaty, wydawane i drukowane najczęściej poza oficjalnym obiegiem wydawniczym, kontrolowanym przez działającą cenzurę.
Poza składem KO znalazły się inne środowiska opozycyjne (Konfederacja Polski Niepodległej, Solidarność Walcząca, Liberalno-Demokratyczna Partia „Niepodległość”, Polska Partia Niepodległościowa).

## Wybory
W niedzielę 4 czerwca odbyła się pierwsza tura wyborów do Sejmu i Senatu. Kandydaci rekomendowani przez Komitet Obywatelski zdobyli 160 mandatów poselskich (na 161 możliwych) i 92 senatorskie. Frekwencja wynosiła 62%.
Wobec faktu, że po pierwszej turze prawie żaden z 65% mandatów przypadających rządzącej PZPR wraz z satelickimi wobec komunistycznej władzy ugrupowaniami (ZSL, SD, Pax, UChS, PZKS) nie został obsadzony (ich najwyżej notowani kandydaci otrzymali od poniżej 1 do najwyżej paru procent) i nie było szans, żeby którykolwiek z nich osiągnął wymagane ordynacją 50% nawet w drugiej turze, toteż szybko zmieniono ordynację tak, że w drugiej turze wchodził ten z kandydatów, który dostał najwięcej głosów, niekoniecznie ponad 50%. Zmiana ta była kwestionowana jako sprzeczna z prawem (nie wolno zmieniać ordynacji w trakcie trwania wyborów), ale za zgodą zarówno koalicji rządzącej, jak i Komitetu wprowadzono ją jako jedyne sensowne i możliwe do zastosowania rozwiązanie nie pozostawiające kraju bez parlamentu.
W większości okręgów Komitet Obywatelski miał już po pierwszej turze swego kandydata wprowadzonego do parlamentu, toteż przed drugą turą skupił się na wsparciu tych spośród kandydatów strony rządowej, którzy wyróżniali się najmniej antyopozycyjną postawą.
18 czerwca w drugiej turze wyborów również „brakujący” 161. mandat poselski przypadł kandydatowi Komitetu, a z ośmiu mandatów senatorskich kandydaci Komitetu objęli siedem. Jedyny mandat odebrał Komitetowi przedsiębiorca z Piły, senator kolejnych od 1989 do 2005 roku kadencji, Henryk Stokłosa, który pokonał Piotra Baumgarta. W wyniku wspomnianych wyżej działań Komitetu pomiędzy pierwszą a drugą turą, praktycznie wszyscy z popartych przez KO kandydatów koalicji dostali się do Sejmu po drugiej turze. Frekwencja – 26%.
Spośród więc 261 mandatów w obu izbach dostępnych Komitetowi po Okrągłym Stole, aż 260 kandydatów KO „S” wygrało w swych okręgach wybory, najczęściej z przygniatającą przewagą, sięgającą niekiedy ponad 90% ważnych głosów.

## Po wyborach
Po zwycięstwie wyborczym racja dalszego trwania Komitetu Obywatelskiego stała się iluzoryczna. Parlamentarzyści KO „S” utworzyli 23 czerwca Obywatelski Klub Parlamentarny, w którym na przewodniczącego wybrano Bronisława Geremka. Reprezentacja parlamentarna OKP (zwanego niekiedy „Okapem”) liczyła zatem w tym momencie 161 posłów i 99 senatorów, natomiast PZPR – 173 posłów, ZSL – 76, SD – 27, Pax – 10, UChS – 5, PZKS – 5. W Senacie 99% miał OKP, a wspomniany Stokłosa był senatorem niezrzeszonym. W tej formie rozpoczął działalność sejm kontraktowy.
Spontaniczny ruch obywatelski i obywatelską świadomość polityczną i aktywność usiłowano – z częściowym tylko powodzeniem – „zagospodarować” poprzez Ruch Obywatelski Akcja Demokratyczna – „ROAD”, przekształcony później w Unię Demokratyczną, a potem w Unię Wolności i inne partie polityczne. W 1991 w pierwszych od ponad sześciu dekad w pełni wolnych wyborach parlamentarnych wziął udział komitet wyborczy Porozumienie Obywatelskie Centrum będący koalicją Komitetów Obywatelskich i Porozumienia Centrum. Komitet zdobył 44 mandaty w Sejmie i 9 Senacie. 

## Członkowie Komitetu
Na inauguracyjne spotkanie Komitetu w dniu 18 grudnia 1988 zaproszono 135 osób, z których przybyło 118. Za członków Komitetu uznano jednak wszystkich zaproszonych, z tym, że jeden z nich (Wiesław Chrzanowski) przybył wprawdzie na obrady, ale następnie je opuścił i nie wszedł w skład Komitetu.
Lista 135 zaproszonych na spotkanie 18 grudnia 1988
- Olgierd Baehr
- Artur Balazs
- Roman Bartoszcze
- Jacek Bartyzel
- Janusz Beksiak
- Jacek Bocheński
- Halina Bortnowska
- Marian Brandys
- Stefan Bratkowski
- Ryszard Bugaj
- Zbigniew Bujak
- Maria Chmiel
- Jacek Czaputowicz
- Paweł Czartoryski – przewodniczący komisji młodzieży
- Andrzej Celiński
- Wiesław Chrzanowski
- Jerzy Dietl
- Jerzy Dłużniewski
- Roman Duda
- Henryk Dutkiewicz
- Mirosław Dzielski
- Kazimierz Dziewanowski
- Marek Edelman – przewodniczący komisji narodowości – współpracy z mniejszościami narodowymi
- Przemysław Fenrych
- Jerzy Fedorowski
- Władysław Findeisen
- Władysław Frasyniuk – przewodniczący komisji warunków bytowych, pracy i polityki społecznej
- Bronisław Geremek – przewodniczący komisji reform politycznych
- Mieczysław Gil
- Stanisława Grabska
- Aleksander Hall
- Gustaw Holoubek
- Julia Hartwig
- Stefania Hejmanowska
- Henryk Jankowski
- Gabriel Janowski
- Cezary Józefiak
- Stefan Jurczak
- Jarosław Kaczyński
- Lech Kaczyński
- Ryszard Kapuściński
- Stefan Kisielewski
- Jerzy Kłoczowski
- Maja Komorowska
- Krzysztof Kozłowski
- Stefan Kozłowski – przewodniczący komisji ochrony środowiska i zasobów naturalnych
- Marcin Król
- Władysław Kunicki-Goldfinger
- Zofia Kuratowska – przewodnicząca komisji zdrowia
- Jacek Kuroń
- Stefan Kurowski
- Jacek Kurczewski
- Wojciech Lamentowicz
- Jan Józef Lipski
- Bogdan Lis
- Władysław Liwak
- Jan Lityński
- Witold Lutosławski
- Edward Lipiec
- Bohdan Lewandowski
- Andrzej Łapicki
- Józef Łukaszewicz
- Andrzej Malanowski
- Jan Malanowski
- Tadeusz Mazowiecki – przewodniczący komisji pluralizmu związkowego
- Jacek Merkel
- Adam Michnik
- Artur Międzyrzecki
- Halina Mikołajska
- Andrzej Milczanowski
- Jan Mujżel
- Jan Olszewski
- Janusz Onyszkiewicz
- Stanisław Opiela
- Edmund Osmańczyk
- Janusz Pałubicki
- Aleksander Paszyński – przewodniczący komisji mieszkaniowej
- Joanna Muszkowska-Penson
- Aurelia Polańska
- Jerzy Puciata
- Andrzej Potocki
- Alojzy Pietrzyk
- Maria Joanna Radomska
- Edward Radziewicz
- Jerzy Regulski – przewodniczący komisji do spraw samorządu terytorialnego
- Ryszard Reiff
- Zbigniew Romaszewski
- Zbigniew Rokicki
- Jan Maria Rokita
- Jan Rosner
- Jacek Salij
- Henryk Samsonowicz – przewodniczący komisji nauki i oświaty
- Andrzej Siciński
- Henryk Sienkiewicz
- Zygmunt Skórzyński
- Grażyna Staniszewska
- Adam Stanowski
- Stefan Starczewski
- Antoni Stawikowski
- Andrzej Stelmachowski – przewodniczący komisji wsi i rolnictwa
- Stanisław Stomma
- Adam Strzembosz – przewodniczący komisji prawa i wymiaru sprawiedliwości
- Klemens Szaniawski – przewodniczący komisji stowarzyszeń i organizacji społecznych
- Andrzej Szczeklik
- Jan Józef Szczepański
- Andrzej Szczepkowski
- Józef Ślisz
- Krzysztof Śliwiński
- Karol Taylor
- Józef Tischner
- Antoni Tokarczuk
- Witold Trzeciakowski – przewodniczący komisji polityki i reformy gospodarczej
- Kazimierz Trzęsicki
- Jerzy Turowicz
- Andrzej Tyc
- Andrzej Wajda – przewodniczący komisji kultury i komunikacji społecznej
- Zofia Wasilkowska
- Stanisław Węglarz
- Andrzej Wieczorek
- Andrzej Wielowieyski
- Stefan Wilkanowicz
- Halina Winiarska
- Wiktor Woroszylski
- Jacek Woźniakowski
- Henryk Wujec – sekretarz komitetu
- Krystyna Zachwatowicz
- Janina Zakrzewska
- Maciej Zalewski
- Jan Zieja
- Tadeusz Zieliński
- Tomasz Ziemiński
- Janusz Ziółkowski
- Mieczysław Zlat
- Michał Żórawski
- Juliusz Żuławski